# 赖利堡
赖利堡（英語：Fort Riley）是美國陸軍的一座軍事基地，位於堪薩斯州中北部，座落於章克申城和曼哈頓之間的堪薩斯河（也稱為考河）上。赖利堡軍事禁區佔地101,733英畝（41,170公頃），位於吉里郡和賴利郡。 赖利堡包含住房開發的部分是赖利堡普查規定居民點的一部分，截至2010年美國人口普查時，其居住人口為7,761人。 這座堡壘白天時的人口接近25,000人。